# Adam Muszka

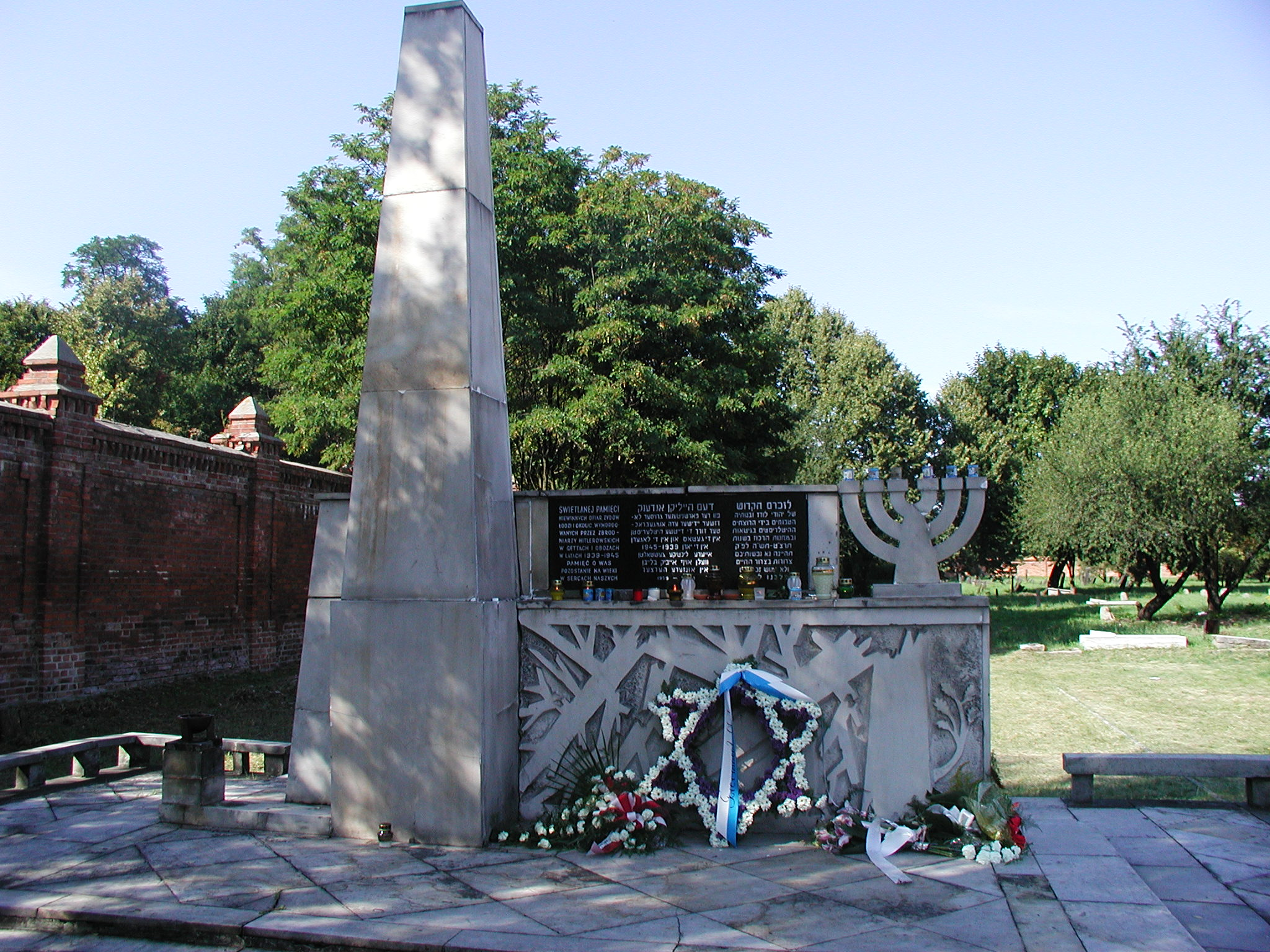
Pomnik Ofiar Łódzkiego Getta i Obozów Koncentracyjnych autorstwa A. Muszki, upamiętniający ofiary Holokaustu, usytuowany na nowym cmentarzu żydowskim w Łodzi

Adam (Aron) Muszka ps. „Peintre du shtetl” (ur. 4 marca 1914 w Piotrkowie Trybunalskim, zm. 3 stycznia 2005) – polski malarz realista pochodzenia żydowskiego.

## Życiorys
W młodości uczęszczał do piotrkowskiego chederu, a następnie do szkoły powszechnej. Po przenosinach do Warszawy uczył się w szkole handlowej, a następnie podjął pracę sprzedawcy w sklepie oraz podjął studia w Miejskiej Szkole Sztuk Zdobniczych i Malarstwa w Warszawie.
Podczas II wojny światowej przebywał w Taszkencie. Do Polski wrócił w 1946, przywożąc ze sobą autorskie obrazy przedstawiające krajobraz Uzbekistanu. Zamieszkawszy w Łodzi zaangażował się w organizację środowiska żydowskich artystów. Pracował przez 2 lata jako Dyrektor Spółdzielni Artystów Plastyków „Sztuka” w Łodzi oraz był członkiem Towarzystwa Społeczno-Kulturalnego Żydów w Polsce i stowarzyszenia artystów żydowskich pn. „Grupa Ośmiu”, do którego należeli: Mejer Apelbaum, Mojżesz Boruszek, Rafał Chwoles, Irena Molga, Bolesław Pacanowski, Józef Pasmanik i Karol Piasecki. Ponadto współpracował z Pracownią Sztuk Plastycznych w Łodzi mieszczącą się przy ul. Piotrkowskiej.
W 1967 wyjechał do Francji na potrzeby przygotowania wystawy swojego malarstwa. Jednakże ostatecznie podjął decyzję o zamieszkaniu w Paryżu i sprowadzeniu rodziny. Tam również otworzył swoją pracownię przy 4 rue de l'Eure. W latach 1971–1972 mieszkał w Charenton, gdzie realizował grant nowojorskiego Memorial Foundation for Jewish Culture zatytułowany „Pictures of Jewish Life in Poland before the Holocaust”, opisujący życie piotrkowskich Żydów. Efekty grantu przedstawił na wystawie w Paryżu, a także w ramach filmu o swoim życiu pt. „Couleur de memoire”, emitowanego w telewizji francuskiej (w latach: 1972–1973), izraelskiej (1973, 1975), a także w Nowym Jorku i Montrealu (1974).

### Życie prywatne
Był najmłodszym z dziewięciorga dzieci kantora synagogi w Piotrkowie Trybunalskim. Jego dziadkiem był Akiba Muszka-Apter – znany kantor i kompozytor.
Został pochowany w urnie na cmentarzu Père-Lachaise.

## Nagrody
- I nagroda w konkursie na plakat upamiętniający tragedię warszawskiego getta (1947)[1]

## Publikacje
- Adam Muszka, Warszawa, Idisz Buch 1967[1].

## Twórczość
Muszka uprawiał mlarstwo realistyczne. Malował głównie obrazy olejne, ale tworzył także czarno-białe litografie oraz rzeźbił w glinie. Tworzył głównie judaika, a także nigdy przez niego nie wystawiane kompozycje abstrakcyjne, obejmujące głównie gwasze i szkice. Muszka w swojej twórczości malarskiej stosował przygaszone kolory o ograniczonej ekspresji. Przedstawiał na obrazach głównie codzienne życie Żydów, które umieścił m.in. w pracach takich jak: np. Kukiełki, Orkiestra podwórzowa, Podwórzowe zabawy (Dupniak), Powrót z chederu, Czulent na sobotę, Jom Kipur, Kapores, Będą pierze i puch, Przygotowanie na Pesach, Tragarz macy, Wieczerza sederowa. W twórczości odnosił się również do żydowskich tradycji religijnych i ludowych, umieszczając w swoich obrazach legendy, obrzędy i postacie literackie. Przestawiał je na obrazach takich jak: Całe miasto na mojej głowie, Na czym stoi świat, Sen, Czulent, Modlitwa księżycowa, Pobożna kotka, Sąd Ostateczny, Zielona wiolonczela, Złoty paw. Część z jego dzieł odnosiła się również do muzyki – w swoich pracach przedstawiał również skrzypków, wiolonczelistów oraz orkiestry, do takich prac należy m.in. obraz: Rabi Elimelech.
Muszka był także autorem:
- fresków w siedzibie Towarzystwa Społeczno-Kulturalnego Żydów w Polsce.
- Pomnika Ofiar Łódzkiego Getta i Obozów Koncentracyjnych, upamiętniającego ofiary Holokaustu w Łodzi i okolicach[1], usytuowanego na nowym cmentarzu żydowskim w Łodzi (1959[2]).
- projektów malowideł na plafonie zniszczonej synagogi w Piotrkowie Trybunalskim (1967).

Jego obrazy znajdują się w zbiorach Muzeum Narodowego w Warszawie, Muzeum Warszawy, Muzeum Historycznego Miasta Krakowa, Muzeum Sztuki w Łodzi, Żydowskiego Instytutu Historycznym, Archiwum Emigracji w Toruniu oraz w zbiorach prywatnych w Europie, Izraelu i USA.

### Wystawy
Prace Muszki były głównie wystawiane w Warszawie i w Łodzi, w tym m.in. w Salonie Wystawowym Państwowego Teatru Żydowskiego w Warszawie (1962), a także za granicą, w miejscach takich jak:
- Ben Uri Gallery(inne języki) w Londynie (1971)
- Centre Rachi(inne języki) w Paryżu (1972, 1975, 1980);
- Nowy Jork (1974);
- Buffalo (1974);
- Tel Awiw (1977).